# Montferrand (quartier)
Pour les articles homonymes, voir Montferrand.
Montferrand est un quartier de la ville de Clermont-Ferrand, dans le département français du Puy-de-Dôme en région Auvergne-Rhône-Alpes. Fondée ex nihilo au tournant du XIIe siècle, Montferrand a été tour à tour une cité comtale (XIIe siècle), seigneuriale (sires de Beaujeu, XIIIe siècle) puis royale à partir de 1292 (vente de Louis II de Beaujeu à Philippe IV le Bel le 25 juillet 1292). La ville a reçu la plus ancienne charte de franchises de la région (c. 1196-1198) qui érige sa communauté d'habitants en universitas juridiquement autonome jusqu'à 1731, moment où l'édit de Troyes de 1630 est appliqué, qui a fusionné les deux villes de Clermont et Montferrand, longtemps rivales.
La ville de Montferrand aurait été créée par le comte Guillaume VI d'Auvergne vers 1120 dans le contexte de conflits avec la ville voisine de Clermont, cité de l'évêque et son allié le roi de France.
Aujourd'hui, Montferrand est un quartier qui conserve une certaine autonomie par son éloignement géographique du centre-ville que forme l'ancien Clermont et possède une mairie annexe.

## La ville de Montferrand

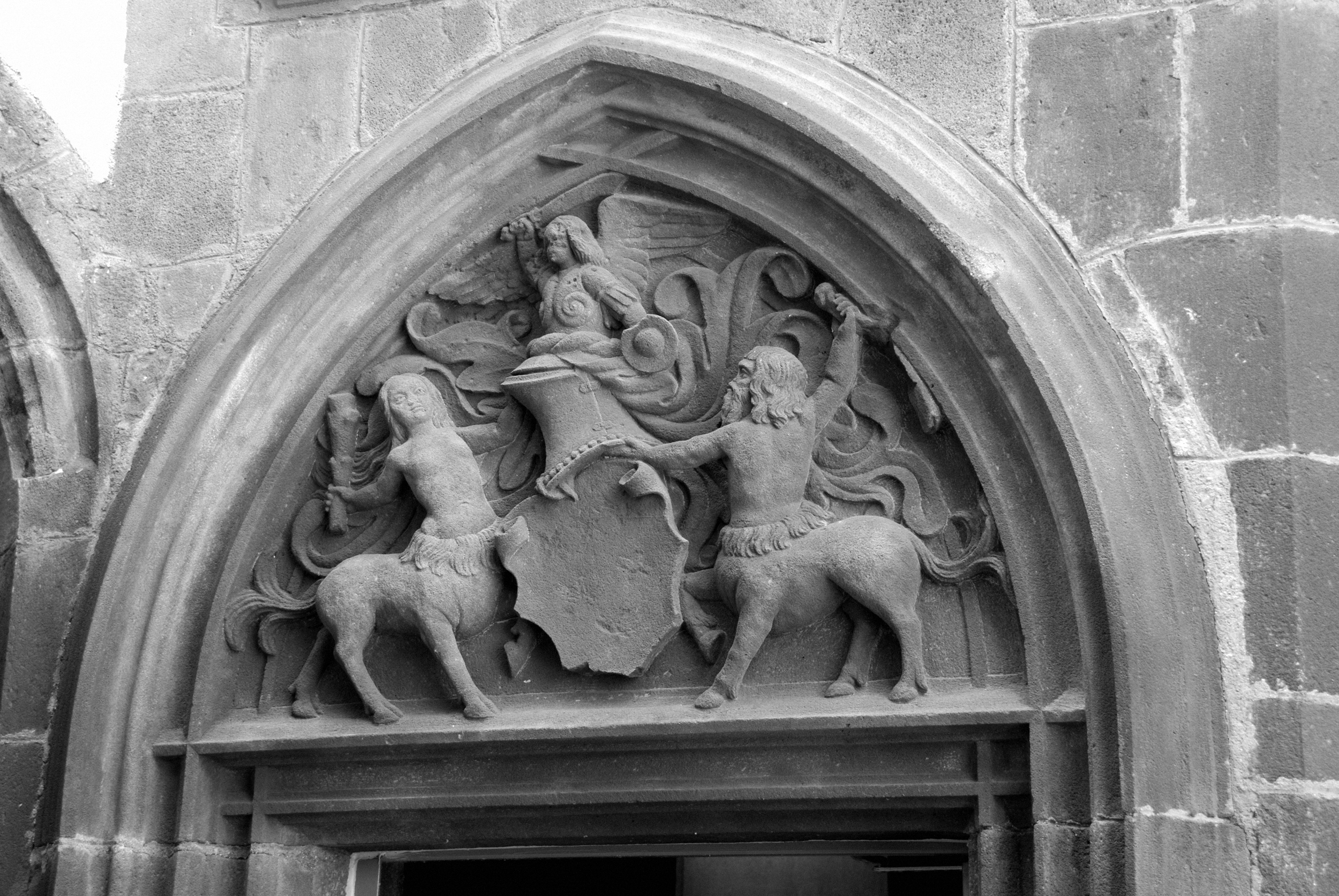
La porte des centaures, hôtel d'Albiat.

La ville de Montferrand était une ville comtale d'Auvergne, rivale pendant plusieurs siècles de la ville de Clermont, cité des évêques. Elle fut unie à cette dernière le 15 avril 1630 par l'édit de Troyes (premier édit d'Union) ; cette union fut confirmée et rendue effective par Louis XV en 1732, avec le deuxième édit d'union. Désireuse de garder son indépendance, la ville de Montferrand fit quatre demandes de séparation, en 1789, 1848, 1863 et 1911.
Les habitants du quartier de Montferrand sont appelés les Montferrandais. Ils sont surnommés les Mulets Blancs. Le terme apparaît dès les années 1820 dans les écrits du poète clermontois Charles-Antoine Ravel.

### Toponymie
Montferrand est mentionnée dans les écrits anciens sous les formes Mons Ferax (1186), Mons Ferrandus (1286) mais aussi Monsferox, Monferrat et Mons Ferrandus. Le nom Montferrand est le même en auvergnat. Existe aussi la forme d'époque moderne Mefaran,,.

### Héraldique

Blason de Montferrand : D'azur au lion d'or, armé et lampassé de gueules.

Le blason de la ville de Montferrand est d'azur au lion d'or armé et lampassé de gueules. Souvent mis en parallèle avec le blason de la ville de Clermont au sein de l'actuelle commune de Clermont-Ferrand, le blason de Montferrand se voit parfois être son pendant, comme en témoigne l'iconographie. Ainsi le blason de Montferrand accompagne celui de la ville de Clermont au sein d'édifices clermontois tels que l'hôtel de préfecture du Puy-de-Dôme, ou est présent sur les vitraux de l'hôtel Fontfreyde.
Les couleurs du blason sont à l'origine de celles du club sportif de l'ASM.

### Histoire

#### La création et l'essor,XIIe–XIVesiècles
La seigneurie de Montferrand est créée au XIIe siècle par le comte d'Auvergne. Elle appartient aux comtes d'Auvergne et vise à s'affirmer face au pouvoir de l'évêque de Clermont et à ses ambitions commerciales. Mais elle est rattachée en 1170 aux comtes de Clermont dans le dauphiné d'Auvergne
Au XIIe siècle, Montferrand connaît un quadruple essor :
- ville franche, avec la charte des libertés donnée par la comtesse G. et son fils, Guillaume, vers 1196-1198, qui lui permet de s'administrer elle-même par des consuls élus chaque année ;
- place forte militaire avec des remparts du milieu du XIIIe[11] lui permettant de se défendre face à Clermont, à l'insécurité engendrée par les « routiers » ou par les guerres civiles ou religieuses (la Ligue, Fronde, etc.) ;
- pôle commercial avec le commerce, les foires et marchés, l'activité agricole et viticole ;
- haut-lieu religieux, avec la création du moûtier Saint-Robert (l'église de la paroisse) en 1121 et l'érection de la chapelle du château en église collégiale avec son chapitre de chanoines, et en corrélation avec les Croisades, l'implantation des ordres militaires : Templiers, chevaliers de Saint-Jean de Jérusalem, ainsi que des Antonins et des Cordeliers.

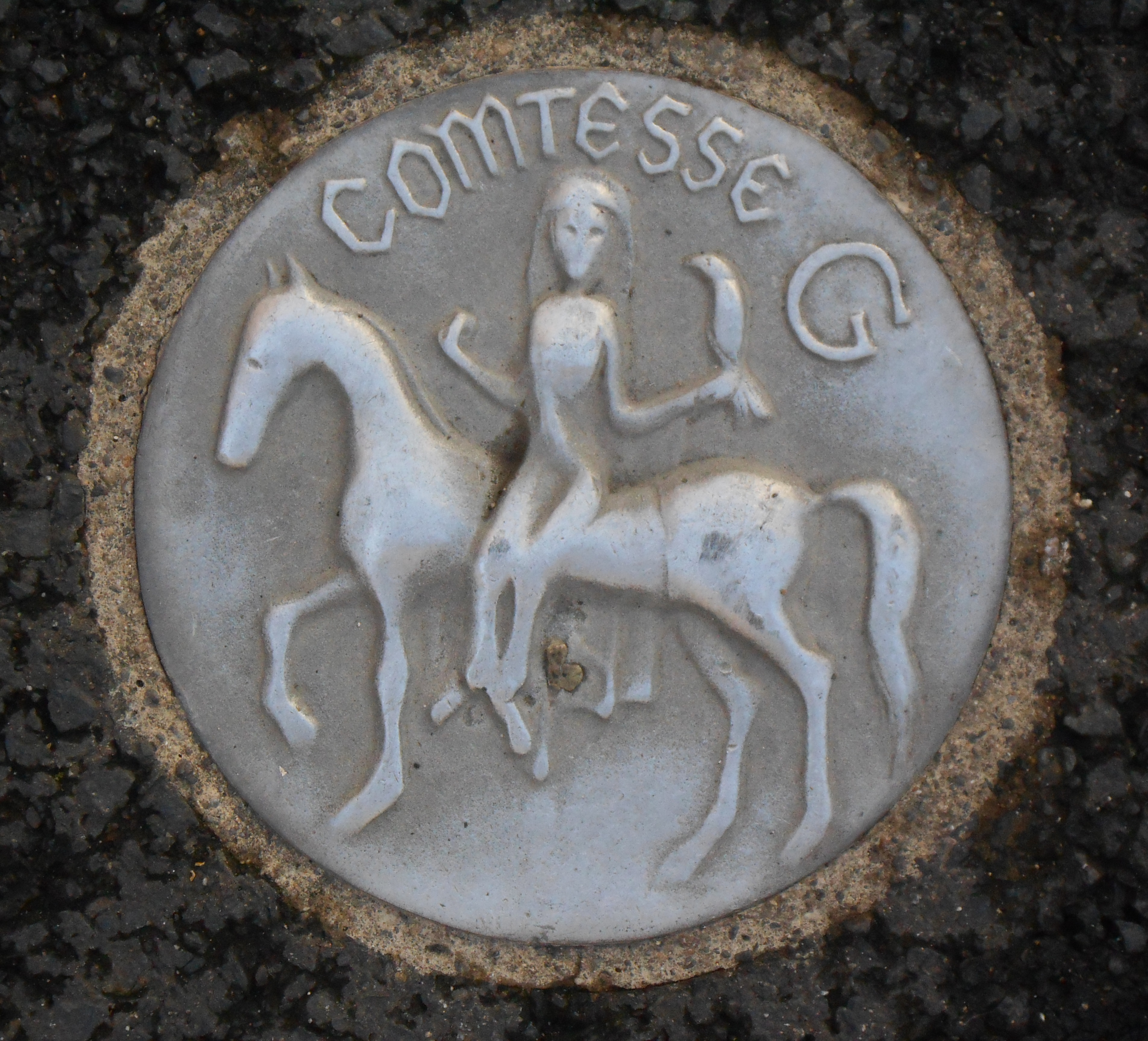
La comtesse G.
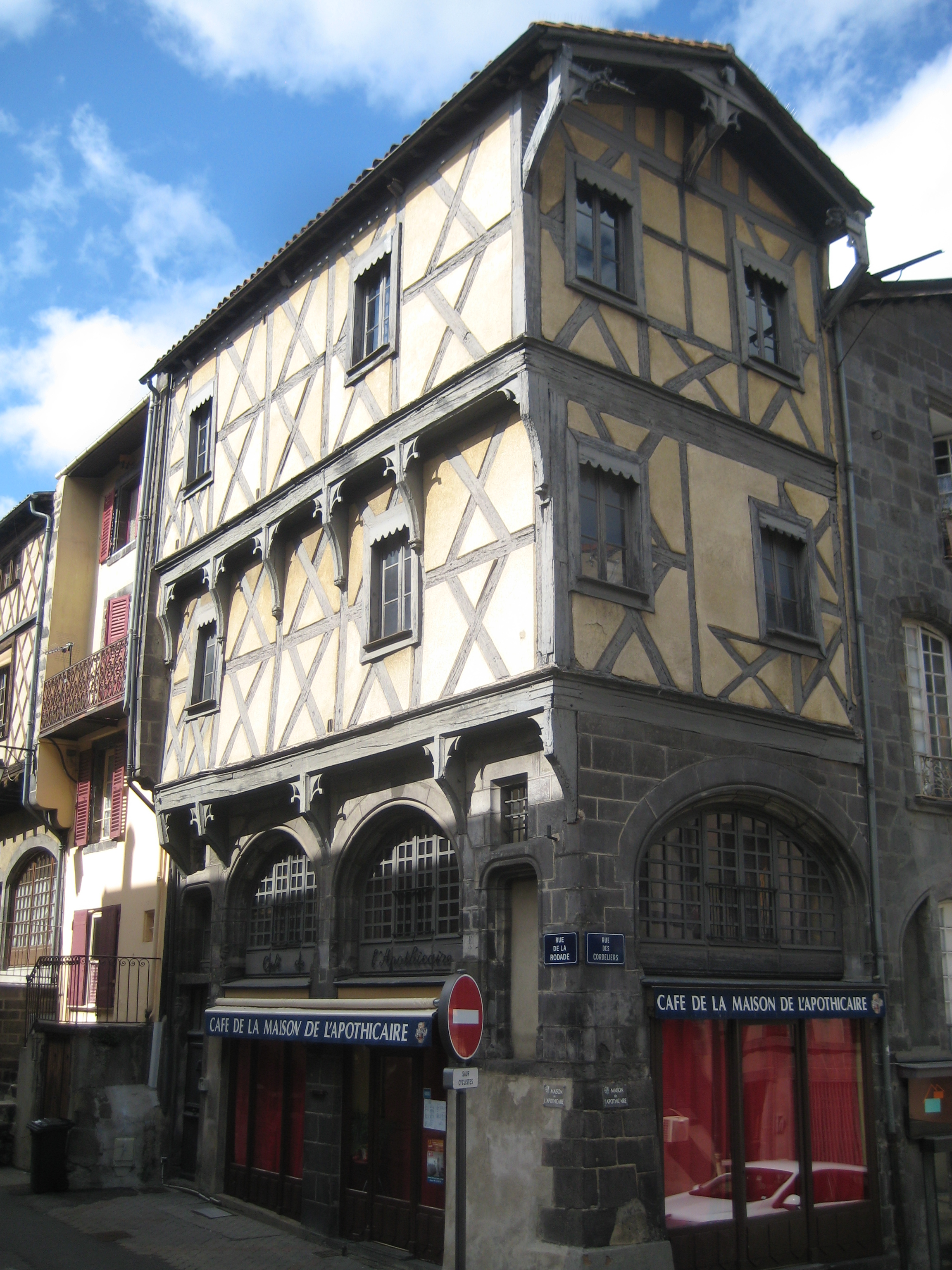
Maison de l'apothicaire.
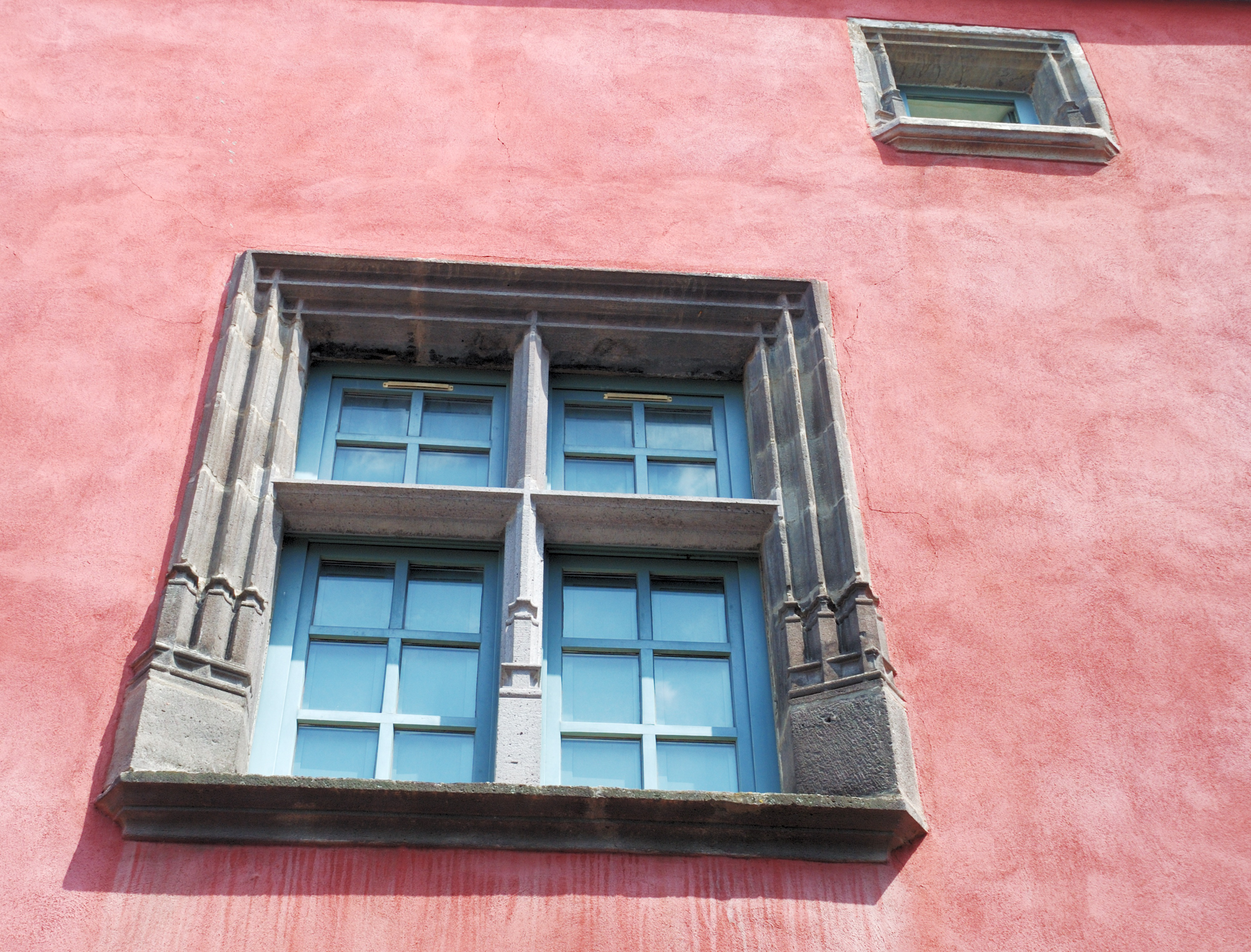
Fenêtre à meneaux de la commanderie hospitalière de Montferrand (XVe siècle).
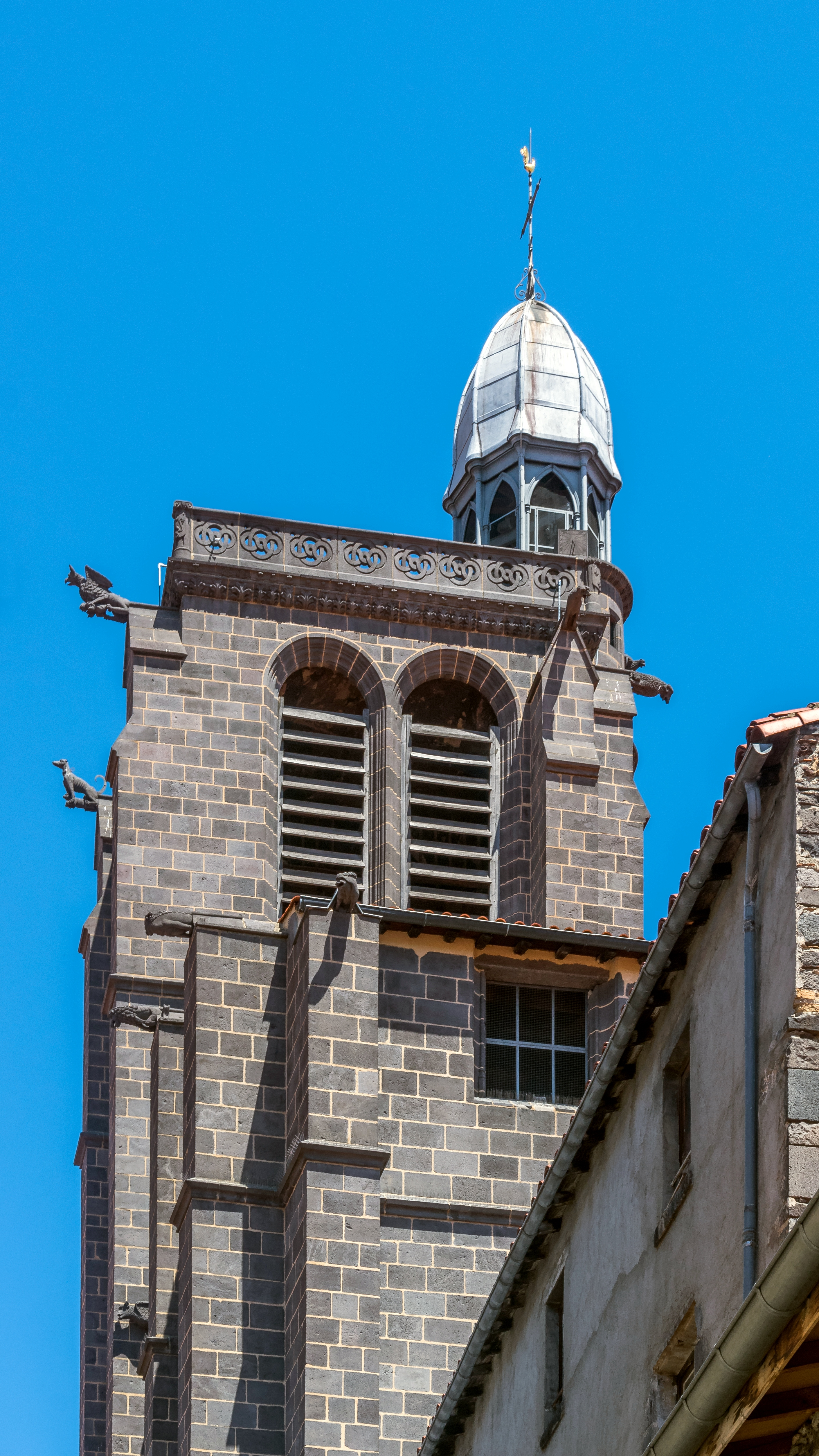
Le clocher de l'église Notre-Dame de Montferrand.

Cet essor s'accompagne d'un essor culturel : Dauphin d'Auvergne, l'un des poètes les plus célèbres de sa génération, tient une cour littéraire à Montferrand.
En 1225, alors que la seigneurie appartient à Guillaume, comte de Clermont et dauphin d'Auvergne, le roi Louis VIII prend la seigneurie sous sa protection. Cette protection est obtenue en contrepartie d'un serment de fidélité et du paiement annuel du « marc d'or » au roi. Cette protection accordée par le roi à la ville de Montferrand est décrite comme un moyen d'affaiblir les seigneurs féodaux d'Auvergne en soutenant les villes. La protection royale est en effet jugée « indispensable » pour le maintien du marché de Montferrand face à celui de Clermont. En 1225, toujours, la seigneurie revient à la seigneurie de Beaujeu lors du mariage de Catherine, fille de Guillaume, comte d'Auvergne.
En 1292, le comte de Beaujeu, ruiné, vend la ville au roi Philippe le Bel, et elle est rattachée à la Terre d'Auvergne.
La ville du XIIIe siècle est dominée par un château. Deux axes principaux se rencontrent au carrefour des Taulas qui divisent la ville en quatre quartiers : Molis, Molas, Salnaria et Vacharia. Montferrand est ceinte d'un rempart comptant quatre portes avec ponts-levis au dessus de la Tiretaine : l'Espital, Belregart, Biza et la Poterla.
Les archives de la Ville de l'époque constituent un fonds remarquable et sont conservées aux Archives départementales du Puy-de-Dôme. Elles permettent d'éclairer la répartition des pouvoirs, le fonctionnement de l'administration et la démographie de la ville.
La ville compte environ 3 500 personnes au milieu du XIIIe siècle ; l'essor économique et politique de la ville s'accompagne d'un essor démographique : un nouveau quartier se développe : la vila nova.
Si le comte de Montferrand s'attribue les fonctions régaliennes dans la ville (justice et défense), la ville est gérée au quotidien par un conseil de huit consuls. Le mandat des consuls est limité à 1 an et ils sont choisis de manière consensuelle par un groupe de notables. Cette charge ne donne pas lieu à une rémunération mais plusieurs personnes sont assignées au service des consuls et les consuls reçoivent des indemnités.

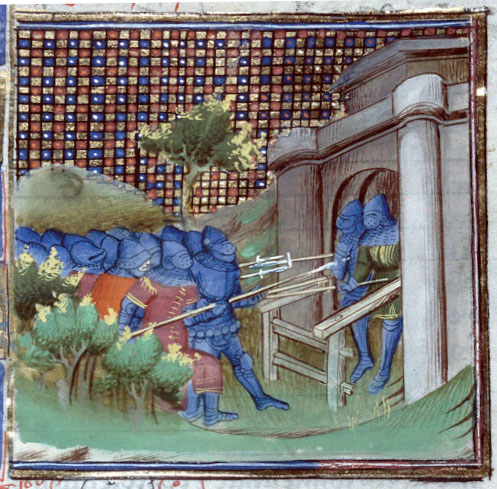
Perrot le Béharnais devant Montferrand.

La foire annuelle de Montferrand se déroule à la mi-carême alors que le 8 septembre, se tient une fête importante avec la procession de la statue de la Vierge.
En 1388, Montferrand est prise par la compagnie de routiers de Perrot le Béarnais, ce qui ruine la réputation défensive de la ville. À cause de l'insécurité, le commerce décline.

#### La ville royale,XVe–XVIIesiècles
Les consuls de Montferrand ont occupé dans la ville de Montferrand une place importante.
La constante fidélité au roi permet à Montferrand d'exercer des pouvoirs royaux (bailliage) ou fiscaux (cour des Aides). Cette activité attire de nombreux hommes de loi qui font construire les magnifiques demeures que l'on peut encore voir aujourd'hui.
Autour d'eux, on voit se développer les écoles et les congrégations religieuses : Récollets, Jésuites, Ursulines, Visitandines, Cordeliers…
Montferrand, ville du comte, est alors considérée l'égale de Clermont, ville de l'évêque, et de Riom, ville du duc.

#### Urbanisme
Le schéma urbain montferrandais repose sur deux plans, l'un hippodamien avec un axe nord-sud (ou cardo maximus) : rues des Cordeliers et Jules Guesde et un axe est-ouest (ou decumanus) : rues de la Rodade et du Séminaire.
Le plan de la ville de Montferrand et notamment de sa place Marcel Sembat a longtemps alimenté l'idée d'une ville bâtie à l'image des bastides du sud-ouest de la France. La place Sembat se présente comme un espace public circulaire entouré d'un front continu de maisons, souvent médiévales toutes mitoyennes les unes des autres. Cet aspect est à l'origine de la « bastide de Montferrand ». Cette place est pourtant récente et est issue de la démolition du château des comtes d'Auvergne qui occupait son centre. Les demeures médiévales accolées, qui entouraient les remparts, n'ont pas été touchées, ce qui donne l'aspect « fortifié » à cette place. Cette partie du quartier est la plus ancienne et correspond au « premier Montferrand ».
La moitié occidentale de l'ancienne ville de Montferrand est construite toujours selon la volonté des comtes d'Auvergne. Ils souhaitent agrandir la ville en direction de l'ouest et un plan régulier avec lotissements et îlots est pensé. Cette partie date de la fin du XIIe siècle et du XIIIe siècles.

## Le quartier de Montferrand

### Histoire

#### De l'union avec Clermont (1630-1731) jusqu'auXXesiècle

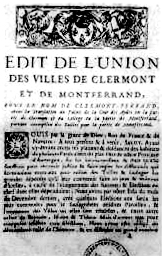
Édit d'union des villes de Clermont et de Montferrand.

Le roi est sollicité pour regrouper à Clermont les institutions de prestige dont bénéficiait Montferrand. Par deux édits en 1630 et 1731, l'« union » entre les deux villes est décidée :
La cour des Aides est transférée à Clermont, les jésuites suivent.
Montferrand se replie sur ses activités économiques traditionnelles qu'elle remet en valeur : agriculture et productions agroalimentaires (fruits confits), viticulture (les caves et les cuvages sont remis à l'honneur). Elle obtient toutefois, à partir de 1750, l'hébergement de deux régiments de cavalerie, ce qui lui procure des chantiers et des ressources dont Clermont tentera de la déposséder.
L'industrie s'implante (pâtes alimentaires Capitan, usines Michelin) et le quartier devient un centre important de logements ouvriers.

#### Des évolutions urbanistiques récentes
Après avoir longtemps oublié Montferrand, la ville de Clermont-Ferrand repense aujourd'hui son urbanisme autour d'un nouveau centre : l'avenue de la République et l'entre deux villes.
En décidant un plan de sauvegarde et de mise en valeur ainsi qu'une opération programmée d'amélioration de l'habitat, elle tend à redonner à Montferrand, avec un nouveau lustre, une mission de pôle historique, culturel, touristique et économique. Outre la présence restaurée des prestigieux témoins du passé que nous avons évoqués, elle va mettre en valeur les atouts que constituent le Musée d'Art Roger-Quilliot, l'église Notre-Dame, ce joyau gothique méridional recherché pour son acoustique remarquable, les remparts, plus longs que ceux de Carcassonne, que l'on s'attache à mettre en valeur.
L'avenue de la République fait l'objet d'un ambitieux programme d'urbanisme qui, avec le tramway et l'implantation dans le secteur d'Estaing d'un hôpital de la mère et de l'enfant, entouré de logements et d'écoles paramédicales, va promouvoir un nouveau centre de gravité de l'agglomération clermontoise.

## Administration
Le quartier de Montferrand a conservé une identité forte et différente du reste de la ville. Les autorités politiques ont ainsi créé, dans le courant des années 1970, un canton : le canton de Montferrand qui se distingue de tous les autres qui sont nommés en fonction de leur localisation (canton de Clermont-Ferrand-Sud-Ouest, etc.).

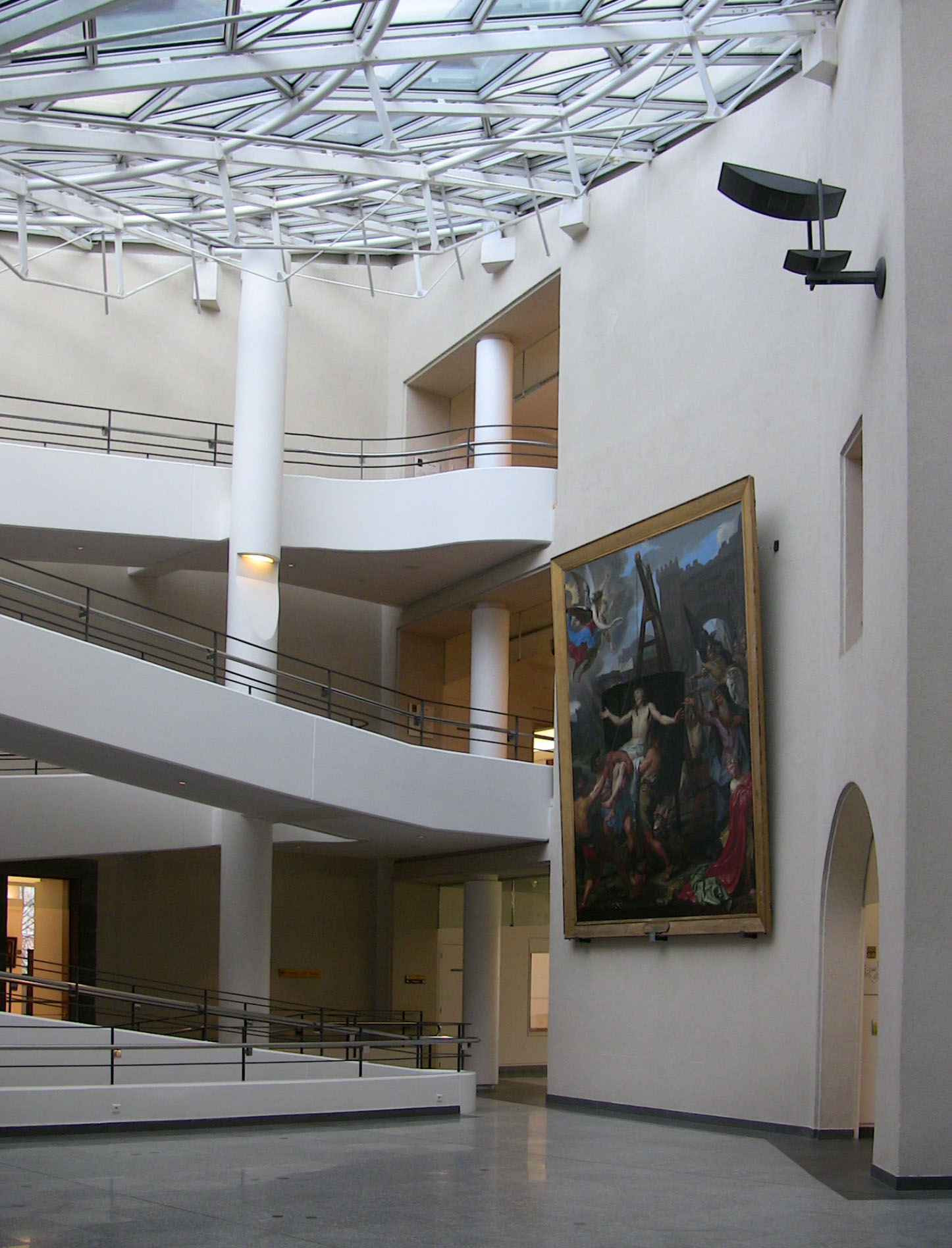
Atrium du musée d'Art Roger-Quilliot.

Jusqu'au cours du XXe siècle[Quand ?], les habitants du quartier disposaient d'une section électorale pour élire leurs propres conseillers municipaux. À présent, ce quartier dispose d'une mairie décentralisée et d'un adjoint au maire spécifique de la commune de Clermont-Ferrand, qui est actuellement Manuela Ferreira de Sousa.

## Sport

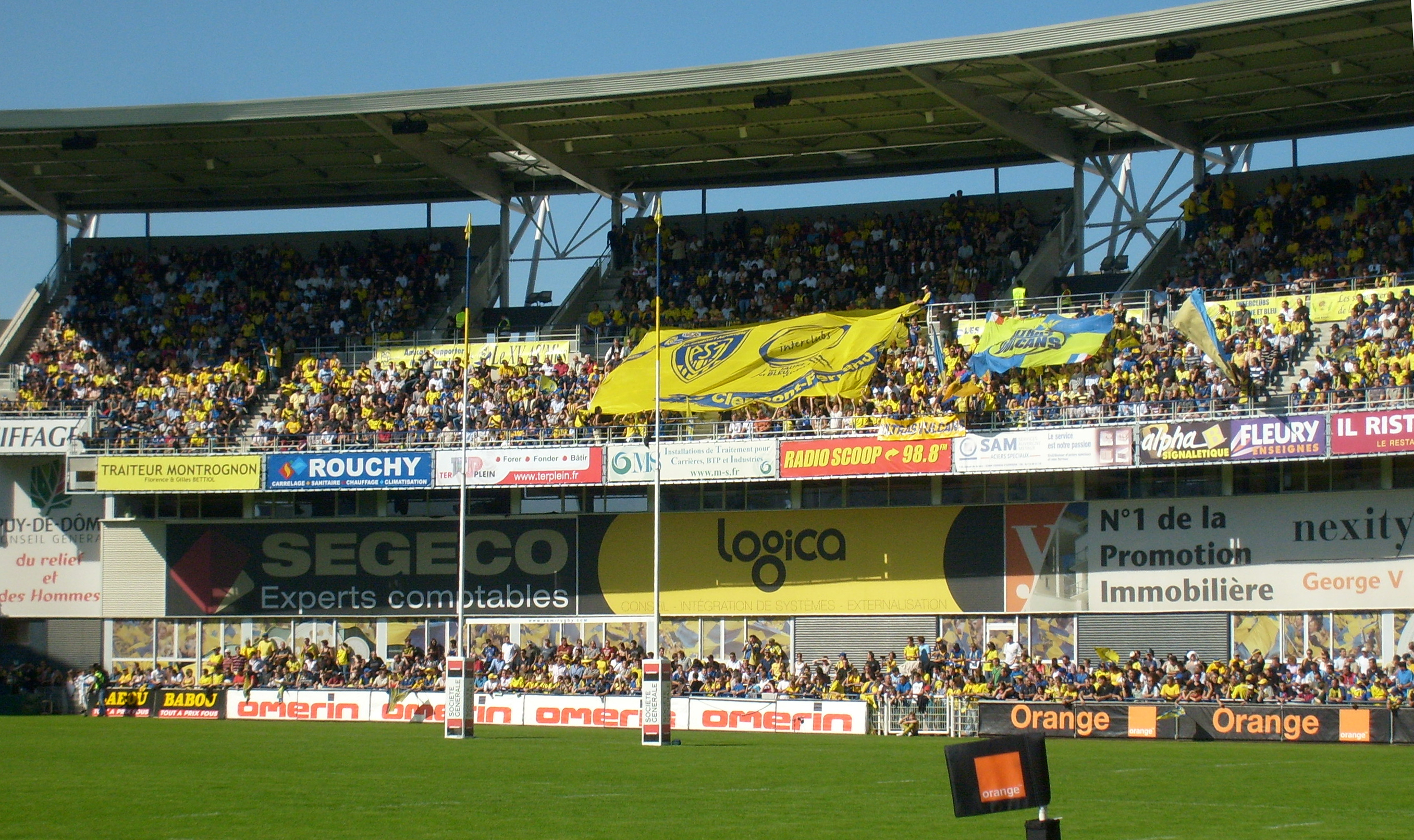
Tribune Phliponeau du stade Marcel-Michelin.

Les dirigeants des usines Michelin, dont une grande partie des installations se trouvent dans le quartier de Montferrand, ont indirectement favorisé le maintien d'une identité montferrandaise, par la création, en 1911, de l'association sportive Michelin, devenue en 1922 l'Association sportive montferrandaise (ASM), qui s'est notamment illustrée depuis lors dans le domaine du rugby à XV. En 2002, l'ASM Rugby devient une société anonyme sportive professionnelle. En juillet 2004, elle prend le nom d’ASM Clermont Auvergne.

## Culture locale et patrimoine

### Lieux et monuments

#### Édifices civils religieux remarquables
- Prieuré de Montferrand, prieuré de moines bénédictins, sous l'autorité de l'abbaye de la Chaise-Dieu[22].
- Église Notre-Dame-de-Prospérité.
- Léproserie Saint-Lazare d'Herbet, XIIIe siècle.

### Patrimoine naturel

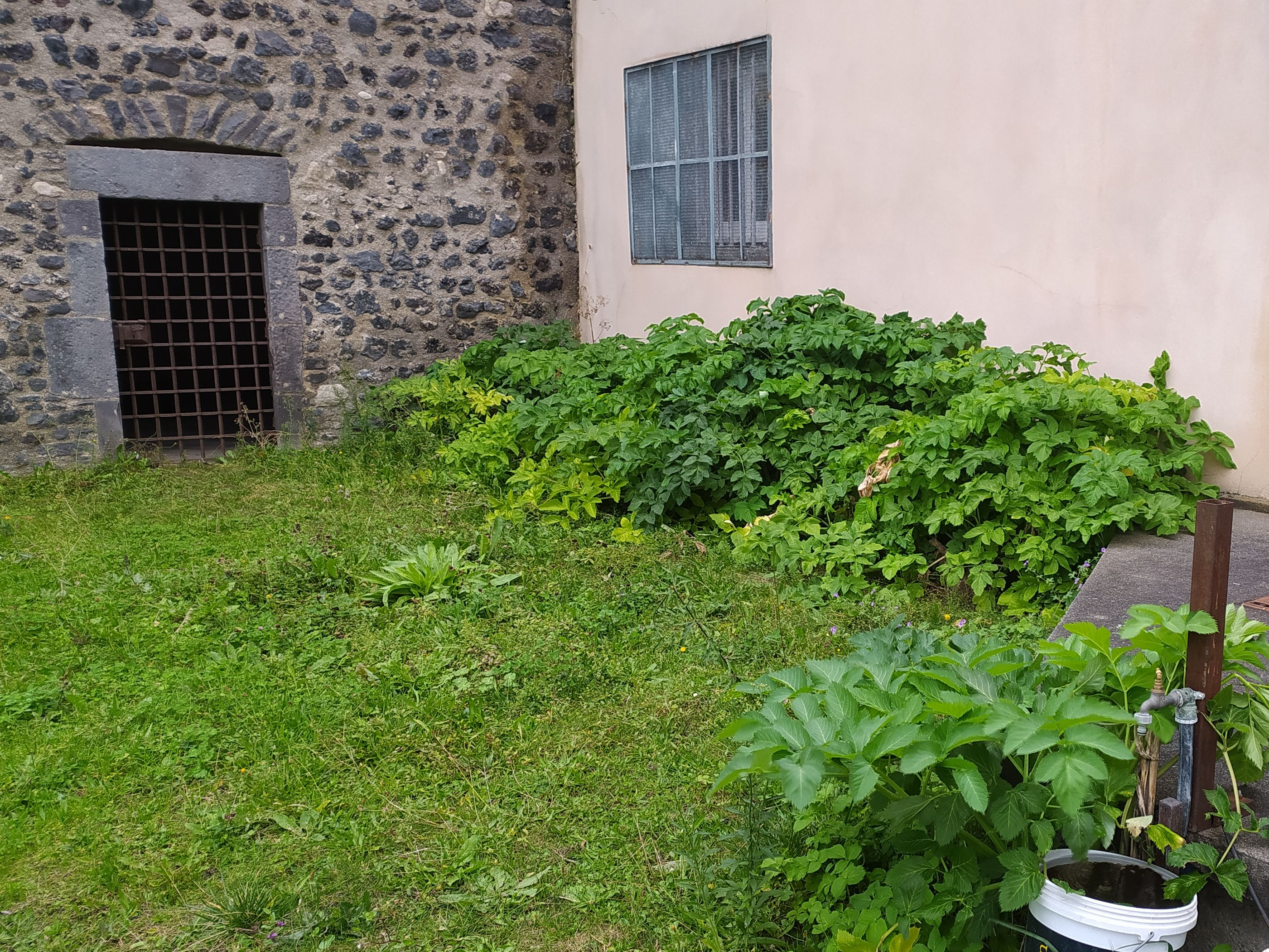
Culture d'angélique au jardin partagé de Montferrand

Les pâtes de fruits, ou « confitures sèches » auvergnates sont mentionnées dès le XVe siècle et les pâtes d'abricots sont en particulier renommées. À la veille de la première guerre mondiale, l'industrie de la confiserie se spécialise dans l'angélique. Si elle était aussi cultivée au XXe siècle à Clermont (boulevards Côte-Blatin et Aristide-Briand), le principal producteur, Michel Baconnet, le « roi de l'angélique », était à Montferrand, boulevard Léon-Jouhaux.

## Personnalités
- Bertrand du Guesclin, dont les chairs du squelette sont inhumées au couvent des Cordeliers en 1380.
- Jean de Boyssières, poète né à Montferrand en 1555.
- Gabriel Girard, né à Montferrand en 1677, mort en 1748, chapelain de la duchesse de Berry, académicien de 1744 à sa mort.
- Pierre Giraud, né à Montferrand en 1791, mort en 1850, évêque de Rodez (1830), archevêque de Cambrai (1842), cardinal (1847).
- Auguste Ricard de Montferrand (1786-1858), né à Paris d'une famille montferrandaise implantée à Montferrand depuis la fin du XVIIe siècle. Architecte des tsars à Saint-Pétersbourg pendant 40 ans.
- Arletty (Léonie Bathiat), née à Courbevoie en 1898, morte en 1992, a fait ses études à Montferrand chez les sœurs du Bon Pasteur, actuel groupe scolaire Sainte-Thérèse les Cordeliers.
- Gérard Mourgue, né à Montferrand en 1921, mort en 1995, écrivain, homme de lettres, éditorialiste sur France Culture.